# Halle du marché de Hakaniemi
La Halle du marché de Hakaniemi  (en finnois : Hakaniemen kauppahalli, en suédois : Hagnäs Saluhall) est située au nord de la Place du marché de Hakaniemi dans le quartier du Kallio à Helsinki.

## Description
La Halle du marché a été conçue par  Karl Hård af Segerstad et Einar Flinckenberg et a ouvert ses portes le 1er juin 1914. 
Actuellement elle accueille 38 magasins alimentaires au rez-de-chaussée et 28 boutiques au premier étage. 
La halle est ouverte du lundi au vendredi de 8 heures à 18 heures et le samedi de 8 heures à 16 heures.

## Galerie

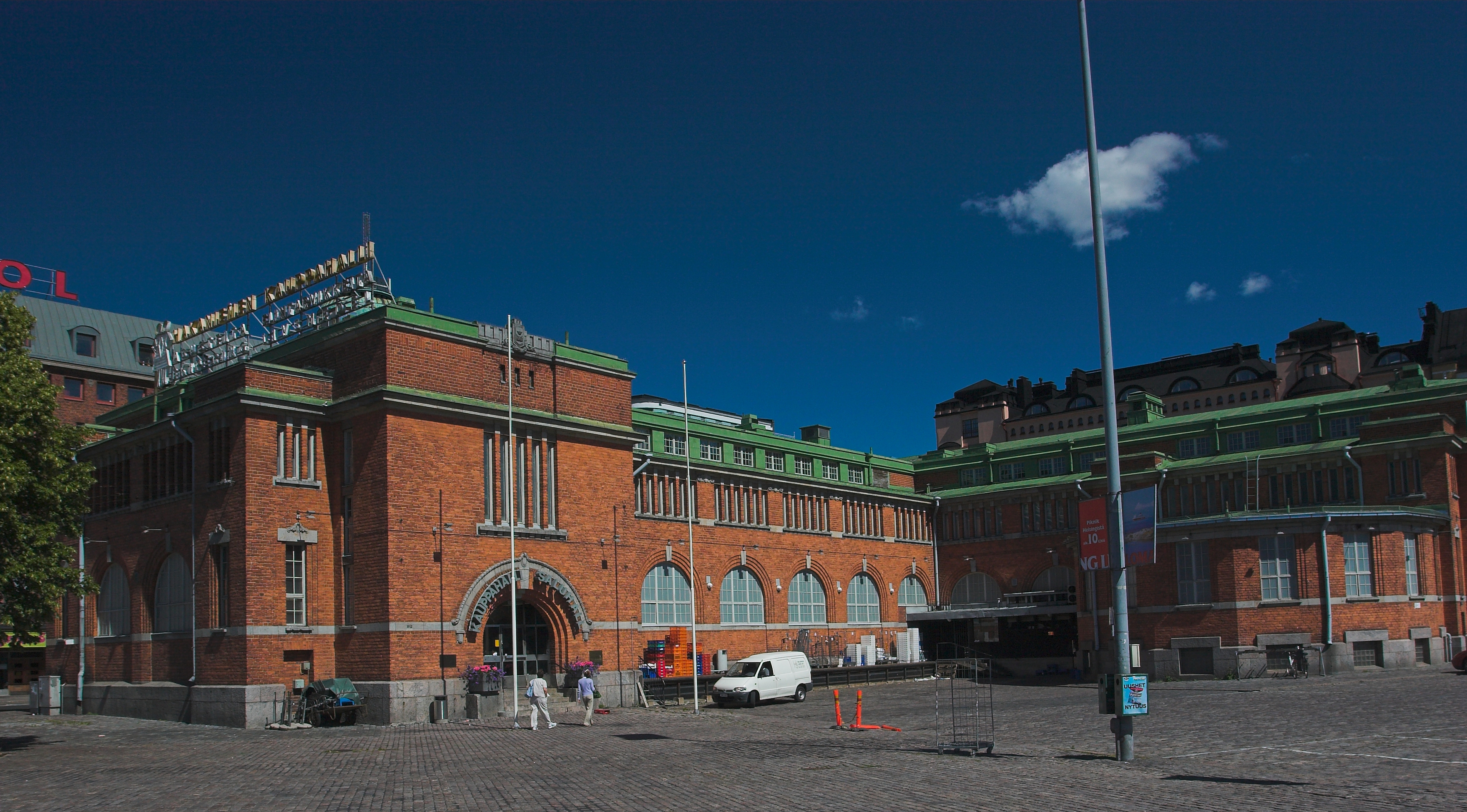
La halle vue de la place du marché de Hakaniemi.
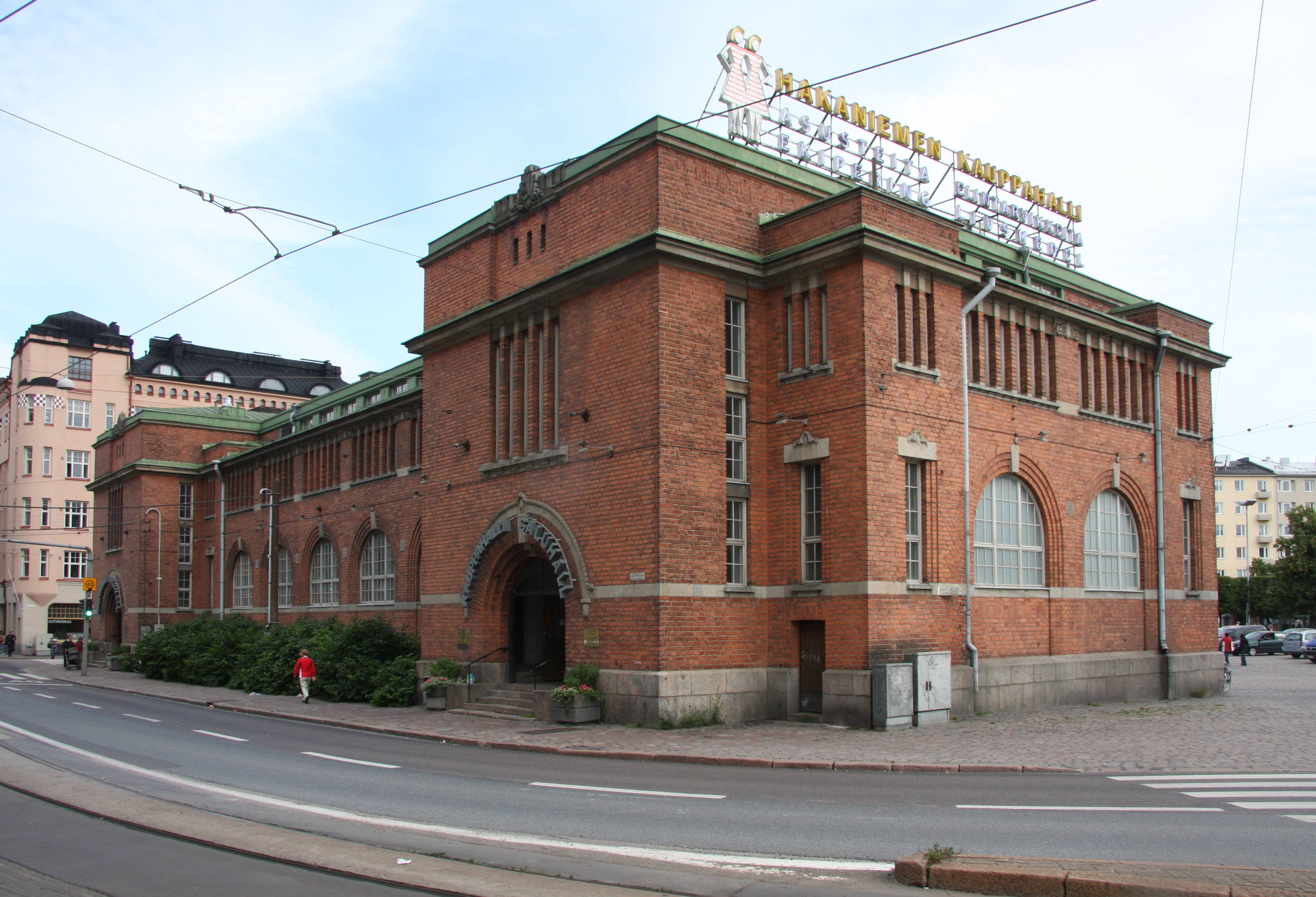
La halle vue de la rue Hämeentie.